# Bossa de plàstic

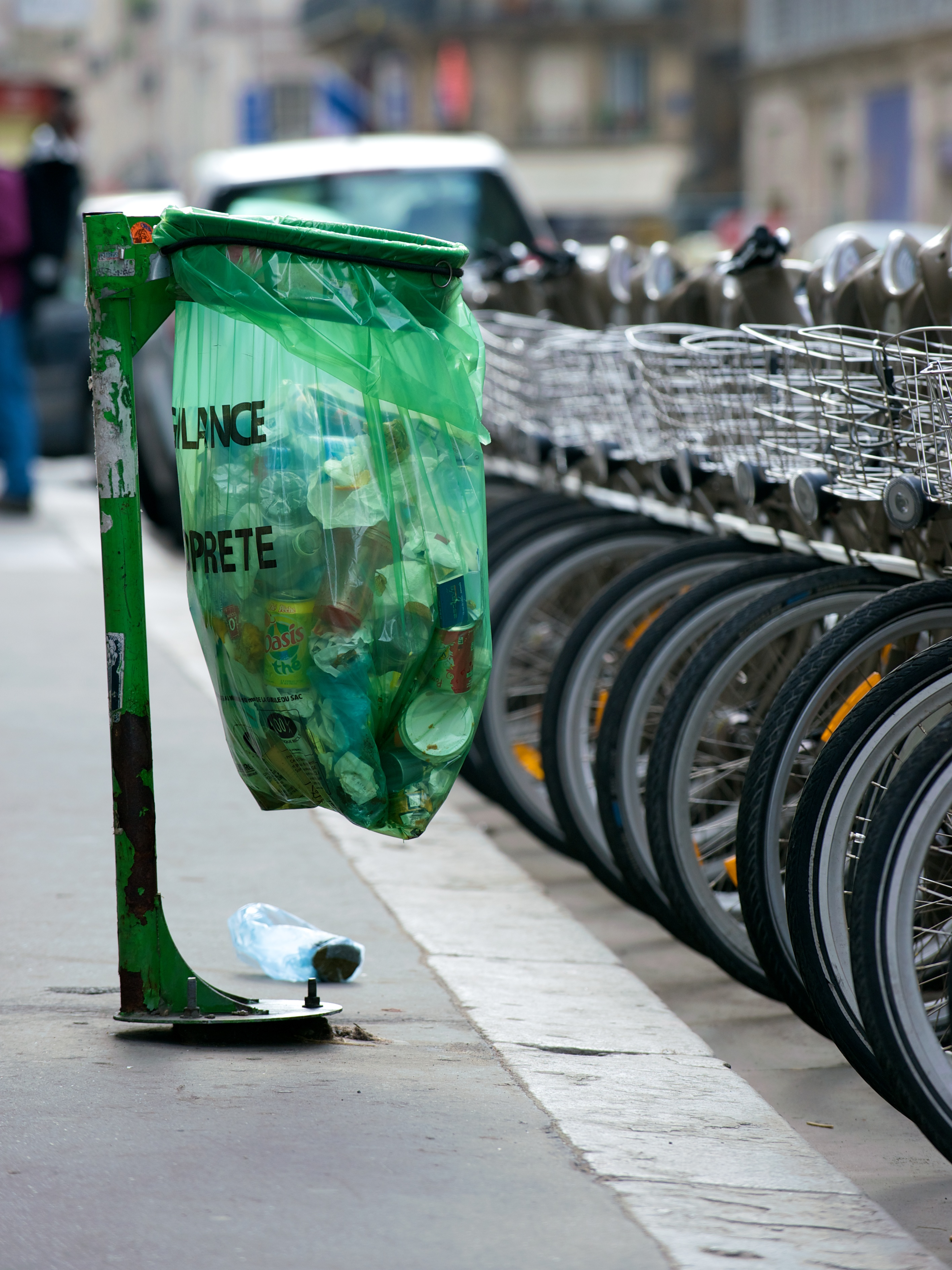
Una bossa de plàstic utilitzada per recollir residus en un carrer de París

La bossa de plàstic és un objecte quotidià utilitzat per transportar petites quantitats de mercaderies. Va ser introduïda en l'ús domèstic a la dècada del 1970 i ràpidament es van popularitzar, especialment a través de la seva distribució gratuïta als supermercats i botigues. També són una de les formes més comunes d'empaquetar les escombraries domèstiques i, mitjançant la seva decoració amb els símbols de les marques, constitueixen una forma barata de publicitat per a les botigues que les distribueixen. Les bosses de plàstic poden estar fetes de polietilè de baixa densitat, polietilè lineal, polietilè d'alta densitat o de polipropilè, polímers de plàstic no biodegradable, amb gruix variable entre 18 i 30 micròmetres. Anualment, circulen a tot el món entre 500.000 i 1.000 milions d'aquests objectes.

## Tipus

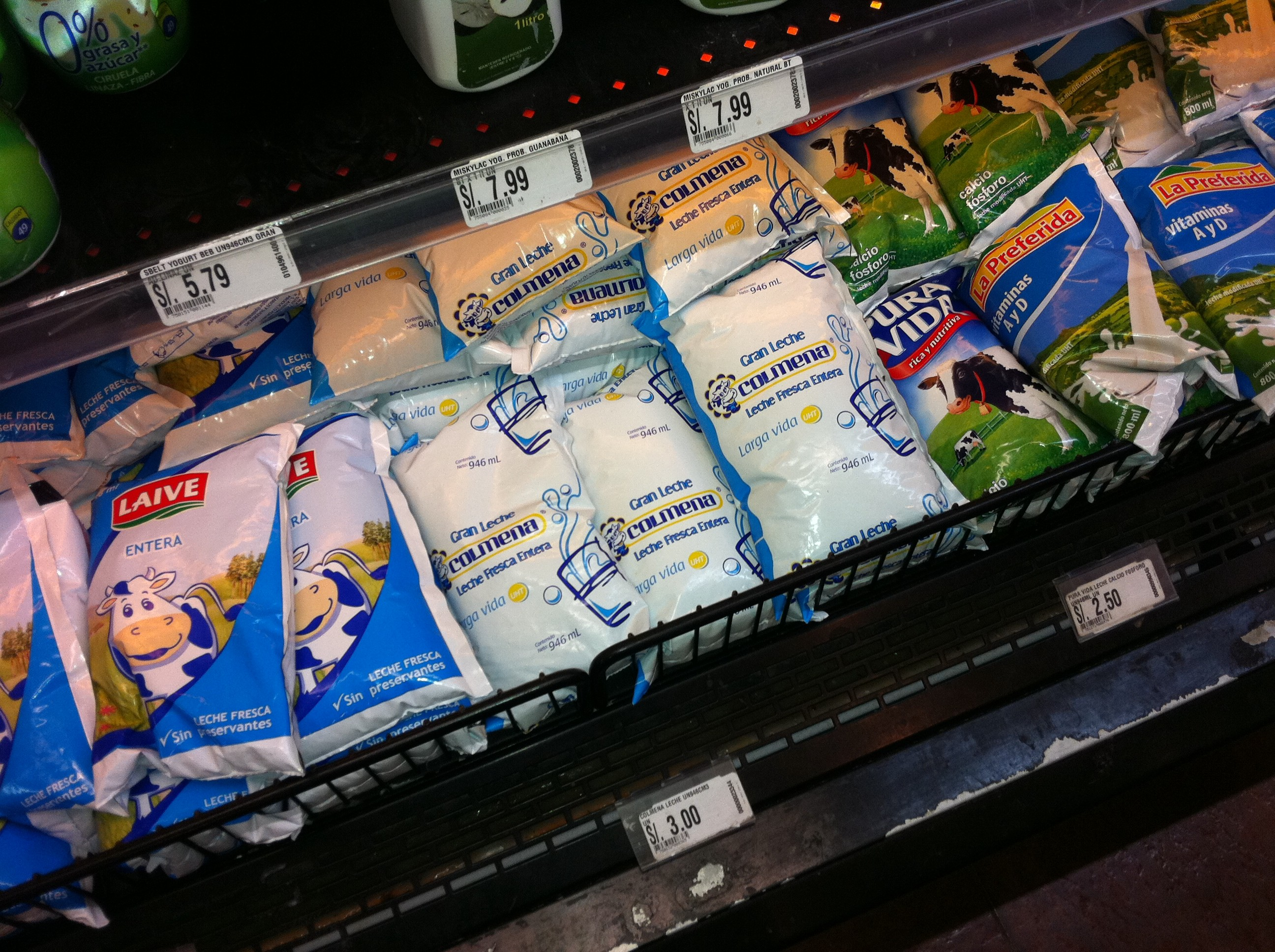
Bosses de llet

Hi ha diferents tipus de bosses de plàstic segons la seva funció: si és per transportar mercaderies des d'un supermercat, per exemple, es denomina bossa de tipus samarreta, per la forma de les nanses; és una bossa econòmica i amb poc material, feta de polietilè d'alta densitat, que pot transportar regularment 12 quilos de queviures. Un altre tipus de bossa de plàstic pot ser una bossa on s'envasen aliments altament higroscòpics, com farina, galetes o pasta, que és una laminació de polipropilè que permet protegir els productes de la humitat. Altres tipus de bossa protegeixen de l'acció de l'oxigen en els aliments altament sensibles, com la carn vermella, aliments amb alt contingut de greixos, etc. Hi ha bosses de plàstic per a contenir líquids, ja siguin begudes com la llet, o productes com maionesa, melmelades, sucs frescos de fruita, vins, o salses per a menjar ràpid, que utilitzen una tecnologia anomenada bag-in-box. Un altre tipus de bossa de plàstic que s'utilitza per exemple per a fer paquets industrials de sucre o patates de fins a 50 quilos i que faciliten la seva protecció i transport a altres mercats. Hi ha bosses de plàstic especials per coure dins d'elles els aliments, denominades en anglès boil-in-bag, on s'envasa l'aliment cru o semicuit, per exemple llet per fer un formatge, pernils, mortadel·les i arròs. Existeixen també bosses de plàstic adequades per protegir aliments a llarg termini envasant-los al buit.

## Fabricació

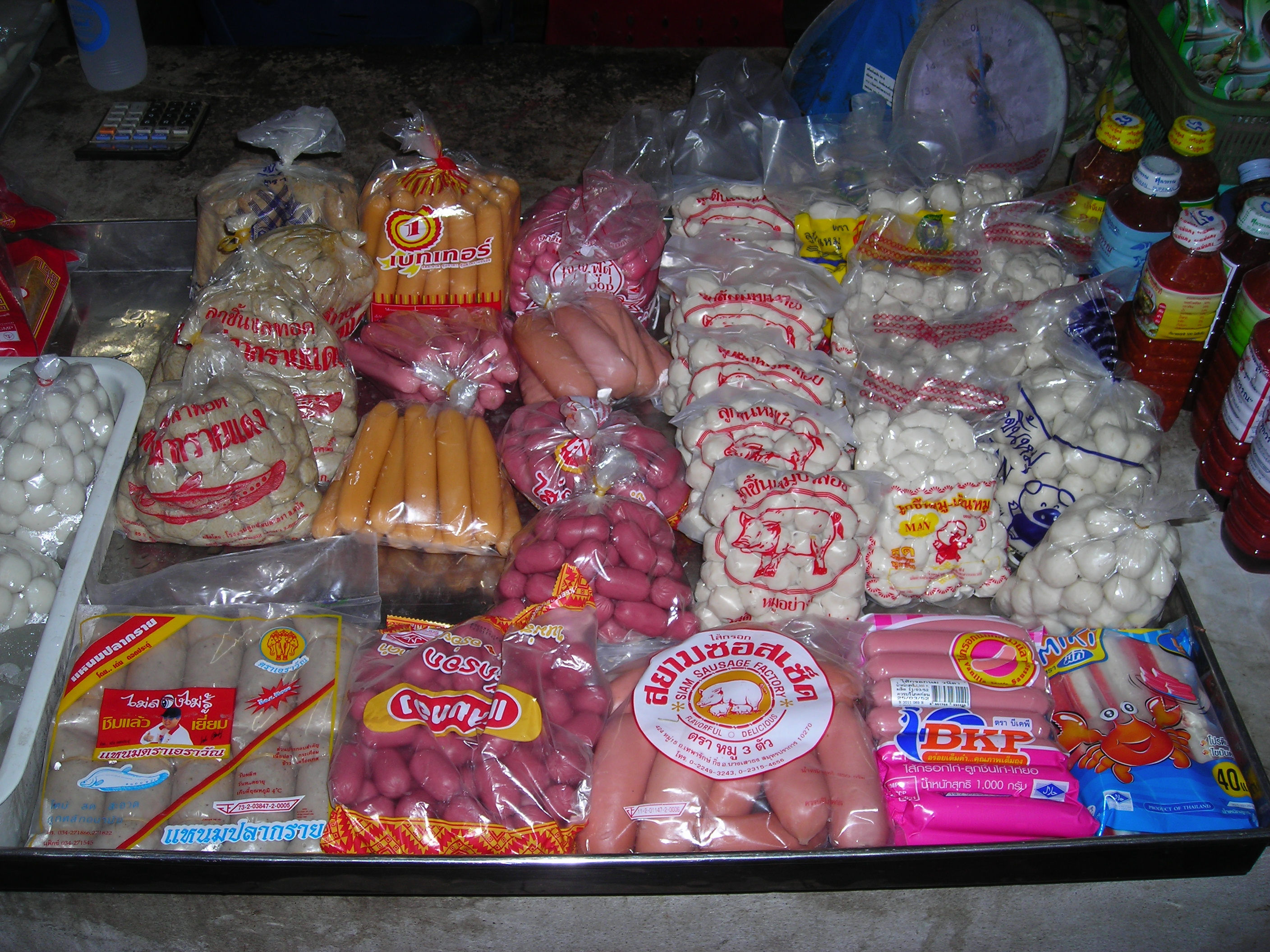
Diferents productes carnis de Tailàndia en bosses de plàstic

En general el procés de fabricació d'una bossa de plàstic inclou l'extrusió de la resina, ja sigui per mètode de bufat o per mitjà d'un dau, la impressió pot ser pel mètode de flexografia o de rotogravat (també gravat en relleu), pot haver un procés d'envernissat o laminació amb una altra capa de plàstic, i finalment el procés de soldat o segellat es fa per mitjà de calor i pressió. És una indústria gran a escala mundial que permet la conservació i transport d'aliments, reconeixement de marques, protecció al consumidor de marques pirates o empreses sense referències, de contaminació d'agents externs, de preservació de les qualitats nutritives i organolèptiques dels aliments, etc.
De la quantitat de petroli que s'extreu a tot el món, només el 5% s'utilitza per a la indústria del plàstic, d'aquesta la major part s'usa per parts d'automòbils com motllures, interiors, taulers, etc., Un altre tipus de productes com telèfons, interiors de nevera, gabinets de televisió, etc. Una altra proporció molt alta la representen les ampolles de refresc, begudes, líquids, etc. Només una mínima part d'aquest total s'utilitza per fabricar bosses de plàstic.

## Història

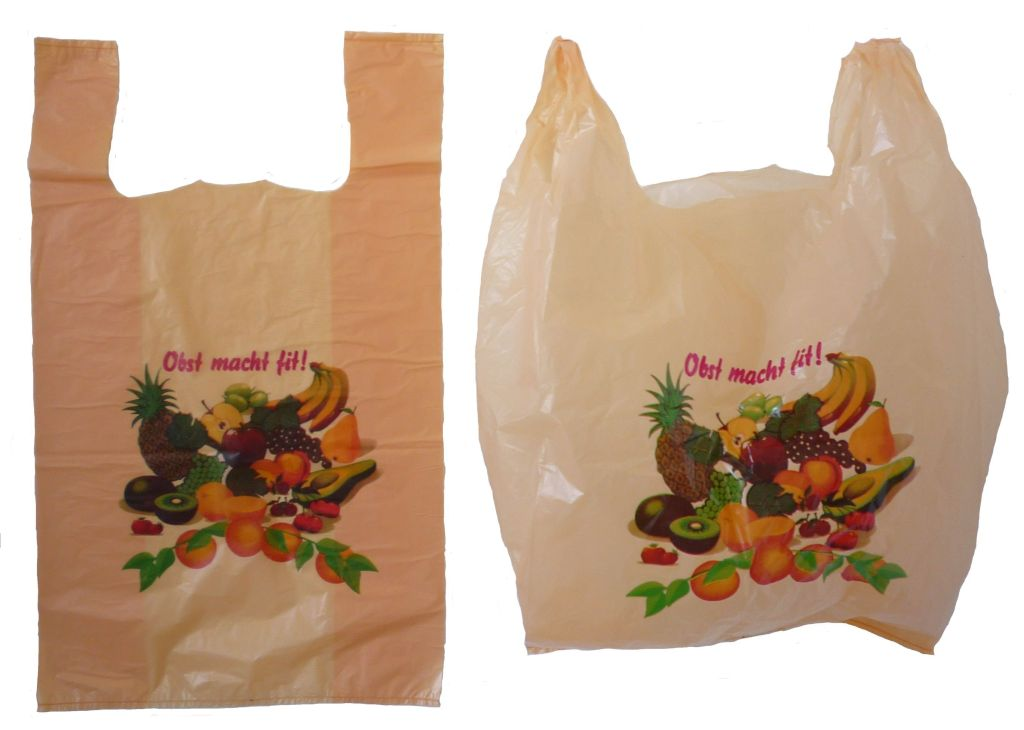
Una bossa de compres de plàstic alemanya, acabada de plegar (esquerra) i usada (dreta)

Es poden trobar sol·licituds de patents nord-americanes i europees relacionades amb la producció de bosses de compres de plàstic que es remunten a principis dels anys 50, però aquestes fan referència a construccions compostes amb nanses fixades a la bossa en un procés de fabricació secundari. La bossa de compra lleugera moderna és la invenció de l'enginyer suec Sten Gustaf Thulin. A principis de la dècada de 1960, Thulin va desenvolupar un mètode per formar una bossa senzilla d'una sola peça plegant, soldant i troquelant un tub pla de plàstic per a l'empresa d'envasos Celloplast de Norrköping, Suècia. El disseny de Thulin va produir una bossa senzilla i resistent amb una gran capacitat de càrrega i va ser patentada a tot el món per Celloplast el 1965.
A partir de mitjans de la dècada de 1980, les bosses de plàstic es van convertir en habituals per portar queviures diàries des de la botiga fins als vehicles i les cases de tot el món desenvolupat. A mesura que les bosses de plàstic van substituir cada cop més les bosses de paper i altres materials i productes plàstics van substituir el vidre, el metall, la pedra, la fusta i altres materials, va esclatar una guerra de materials d'embalatge, amb les bosses de compres de plàstic al centre de les disputes.
El 1992, Sonoco Products Company de Hartsville, SC va patentar la "pila de bosses de polietilè d'obertura automàtica". La principal innovació d'aquest redisseny és que la retirada d'una bossa del bastidor obre la següent bossa de la pila.

## Bossa ecològica

### Preocupacions ambientals
És cada cop més estesa la preocupació sobre les bosses de plàstic llançades i el seu impacte mediambiental, tant pel seu impacte visual com perquè són un perill per a la vida animal. S'estan fent esforços per controlar l'excés de consum, reduir les escombraries i augmentar la reutilització i el reciclatge. Llençar escombraries és sovint un problema més gran als països en desenvolupament, on la infraestructura de recollida d'escombraries és menys desenvolupada, que als països desenvolupats.

### Reutilització
Les bosses de plàstic pesades són aptes per a la seva reutilització com bosses de compra reutilitzables. Les bosses més lleugeres es reutilitzen com bosses d'escombraries o per recollir els excrements de mascotes. Tots els tipus de bossa de plàstic es poden reciclar en bosses noves, quan existeixen els plans eficaços de recollida i la sensibilitat ciutadana suficient.

### Legislació
En alguns països hi ha legislació per obligar els minoristes a cobrar un impost governamental pel subministrament de bosses de plàstic, sovint els ingressos van a un fons governamental pel medi ambient. A Irlanda, el 2002 es va introduir aquest impost, i l'efecte va ser que l'ús de bosses de plàstic va disminuir immediatament en més del 90%. A Hong Kong, el 2009 es va introduir un sistema semblant.
L'abril de 2015 el Parlament Europeu va aprovar la modificació de la normativa referent a les bosses de plàstic d'un sol ús, passant de la voluntarietat per reduir-ne la quantitat que se n'utilitza a l'obligatorietat d'assolir uns objectius comuns. A partir d'ara els estats podran prohibir-ne la gratuïtat. Es calcula que cada ciutadà europeu utilitza, de mitjana, 200 bosses l'any. El 2019 s'hauria de reduir fins a les 90 per persona i any, i el 2025, a 40.
A partir del 31 de març, s'estableix una nova llei de la Generalitat de Catalunya que prohibeix la venta de qualssevol bossa de plàstic en botigues o a domicili.

## Usos
Les bosses de plàstic s'utilitzen per a múltiples aplicacions:

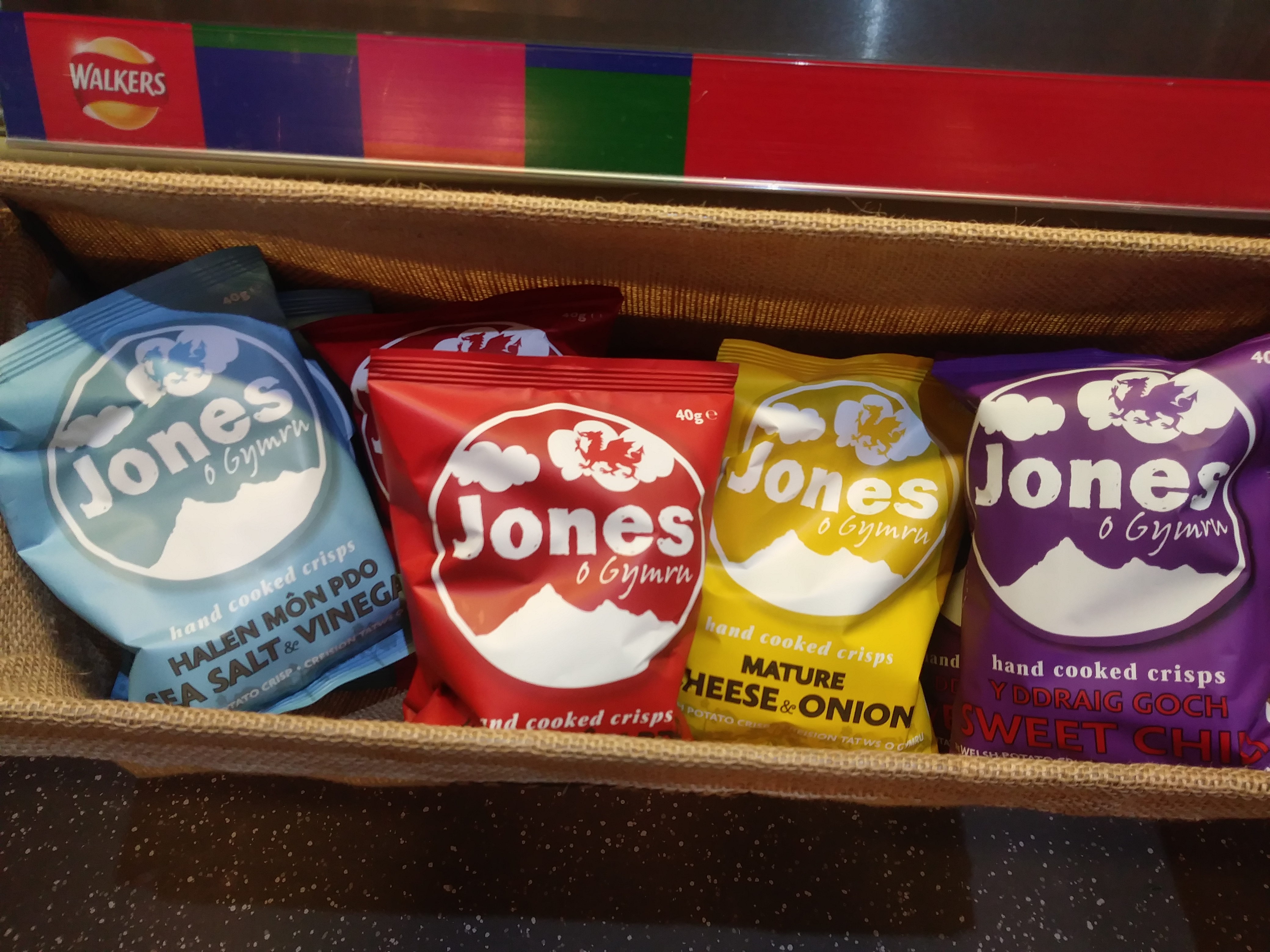
Bosses de patates fregides (patates fregides)
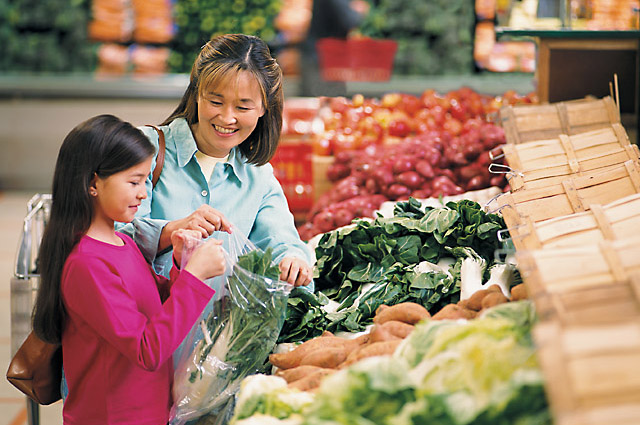
Embossat de verdures
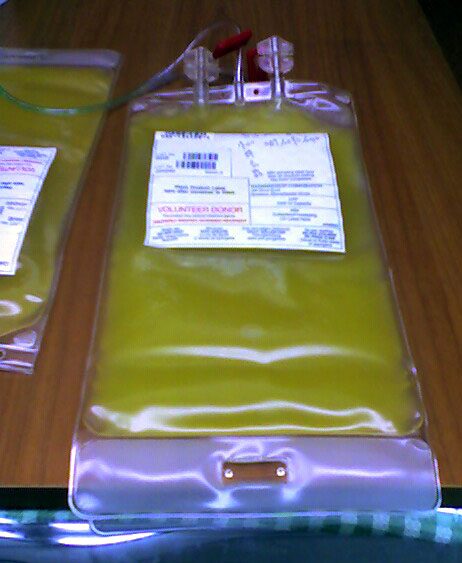
plaquetes sanguinis
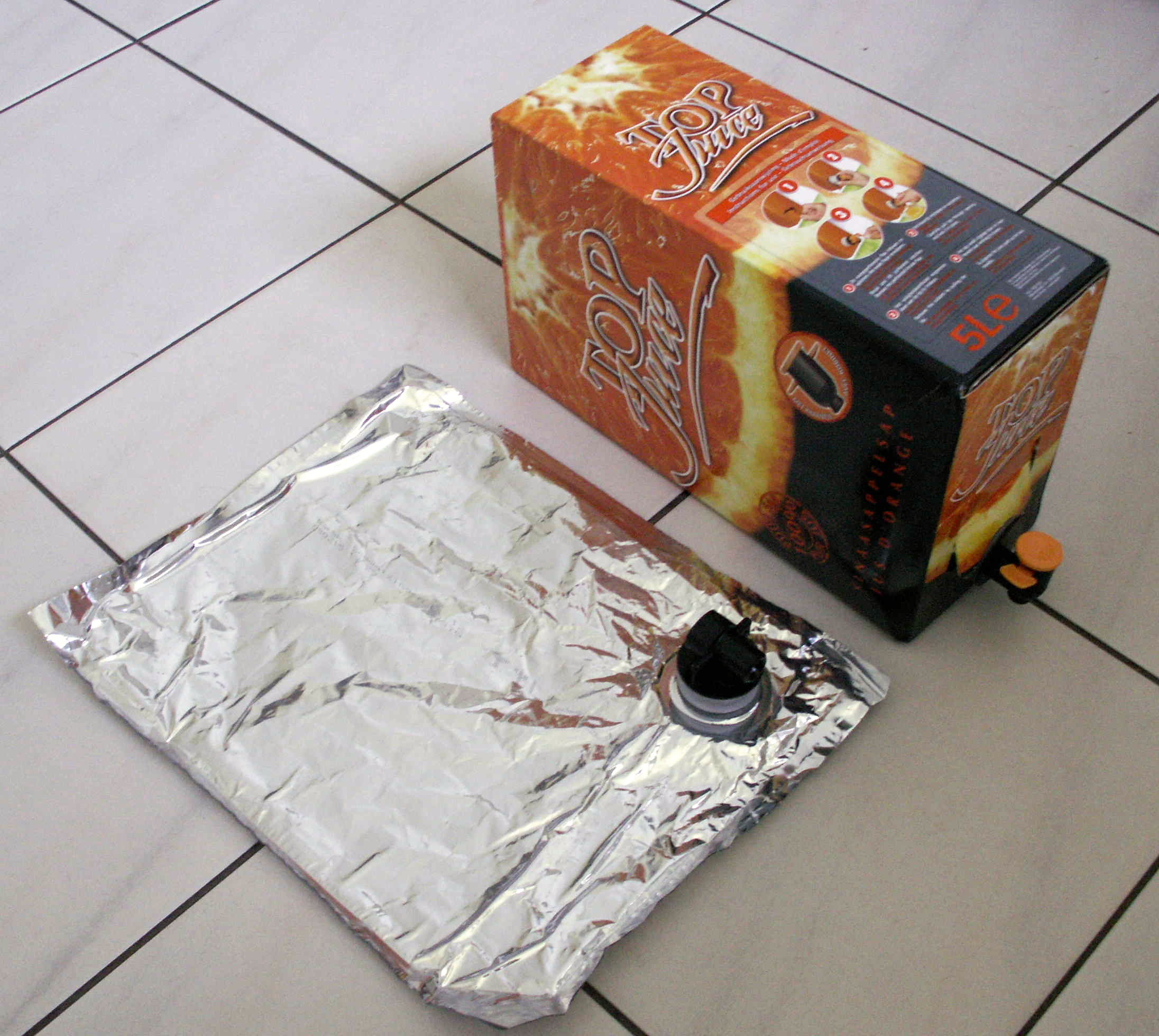
bufeta interior per bag-in-box
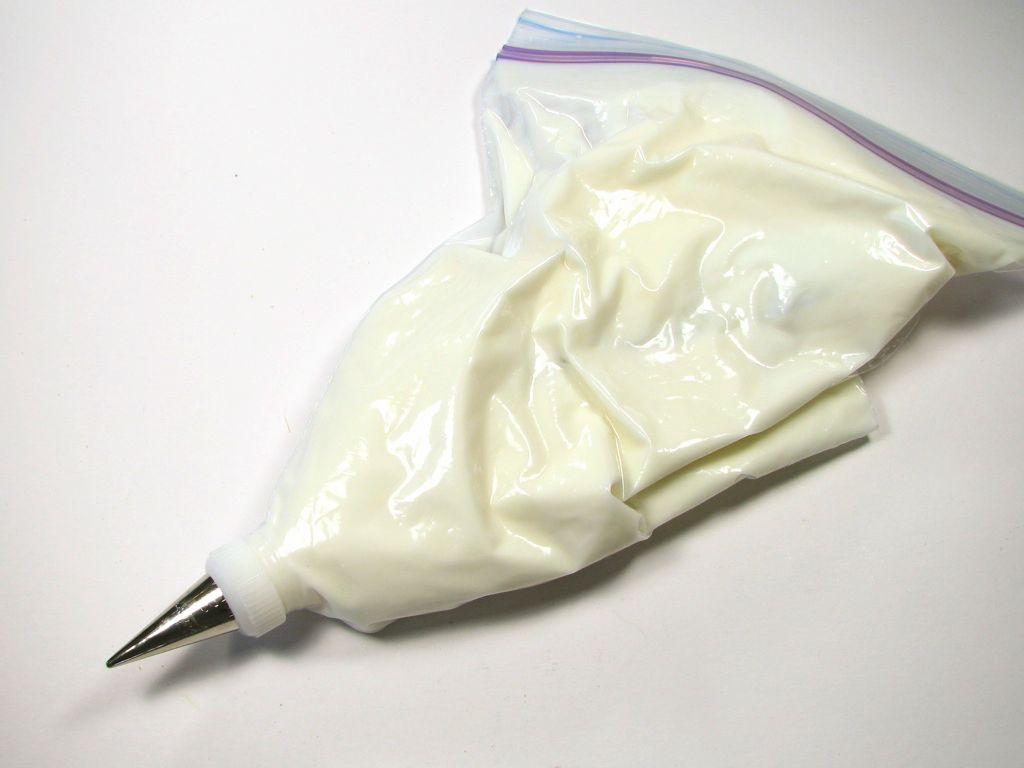
Bossa pastissera amb tancament de comoditat
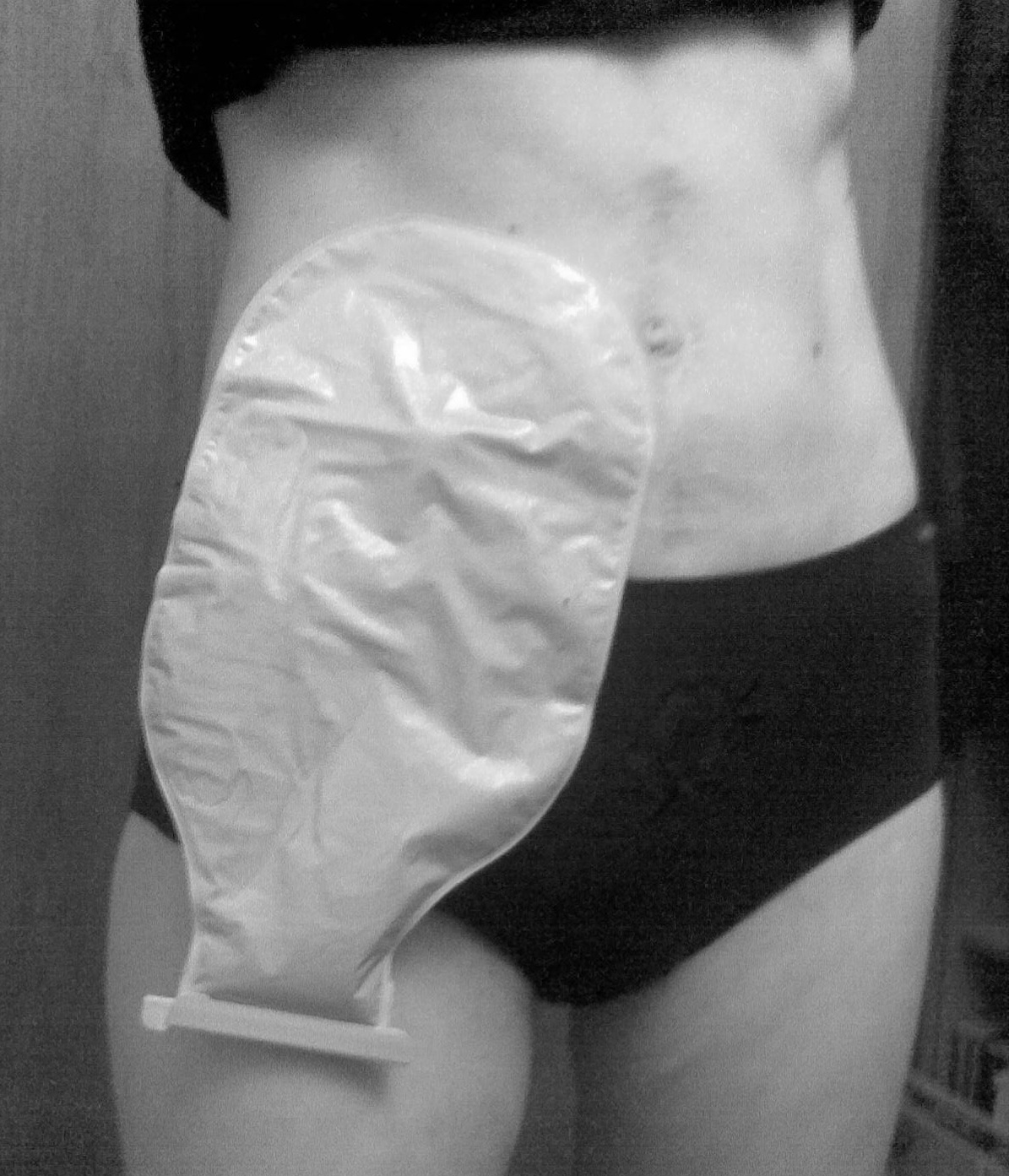
Bossa d'ostomia
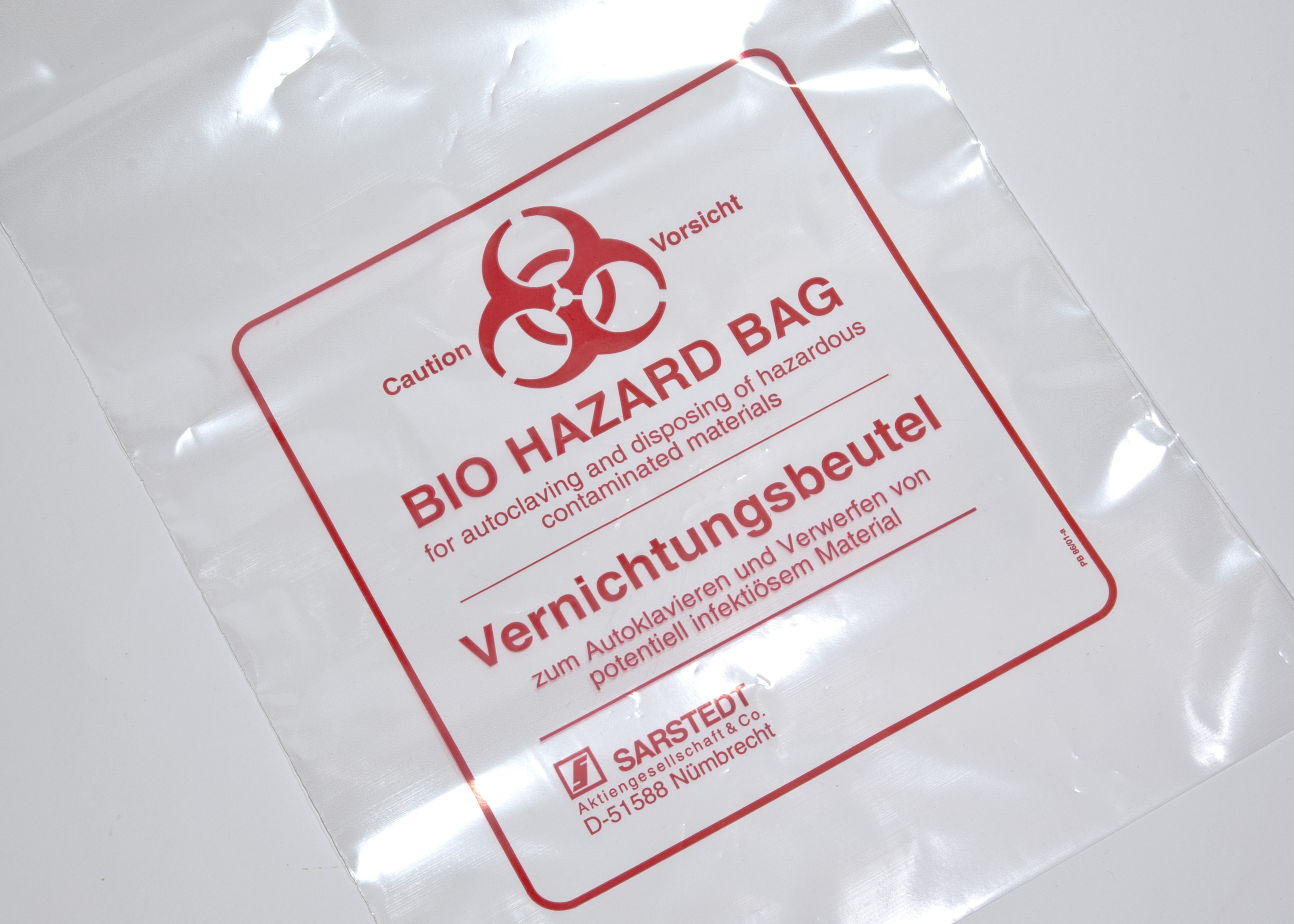
Bossa de risc biològic
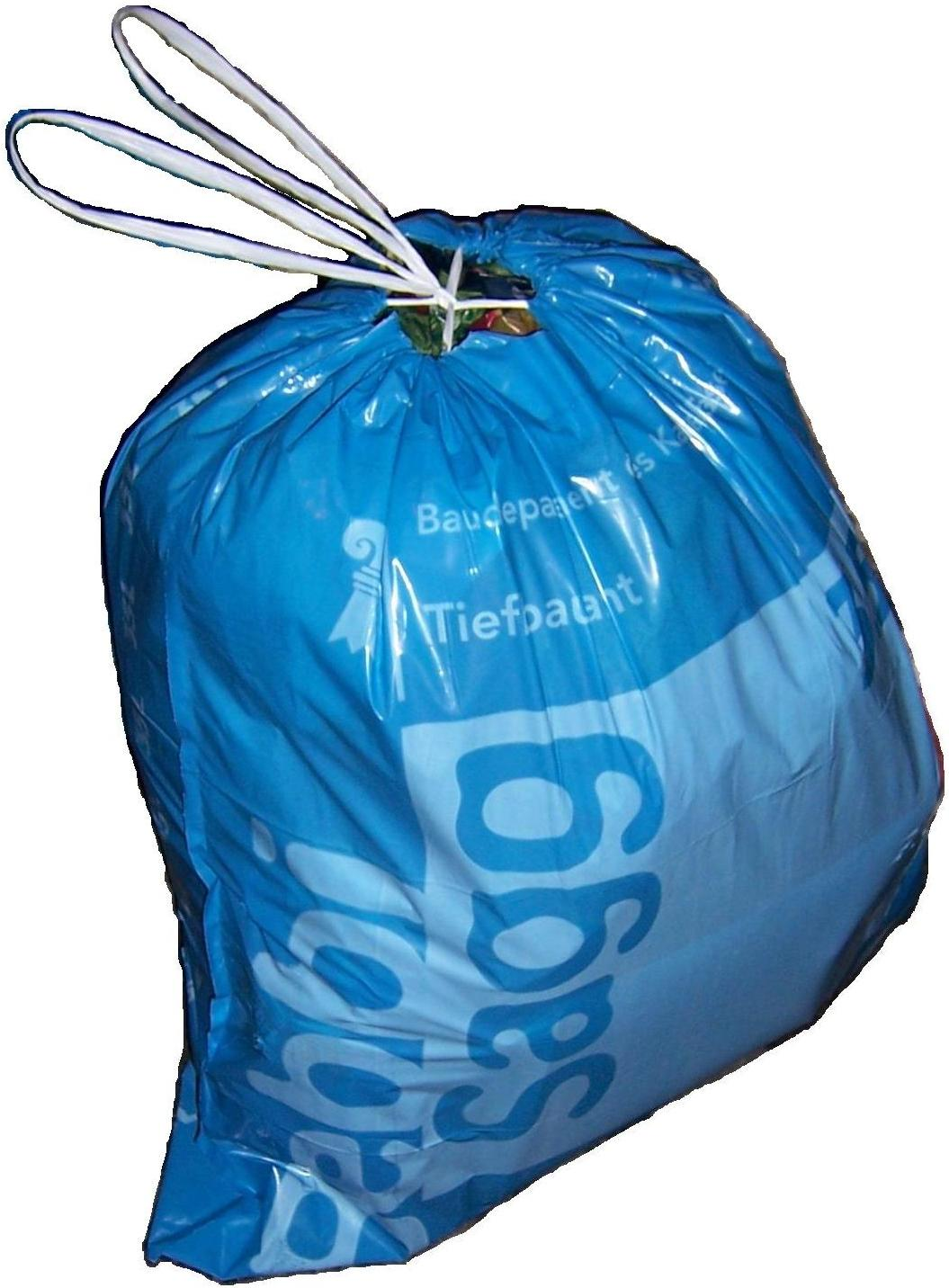
Bossa d'escombraries
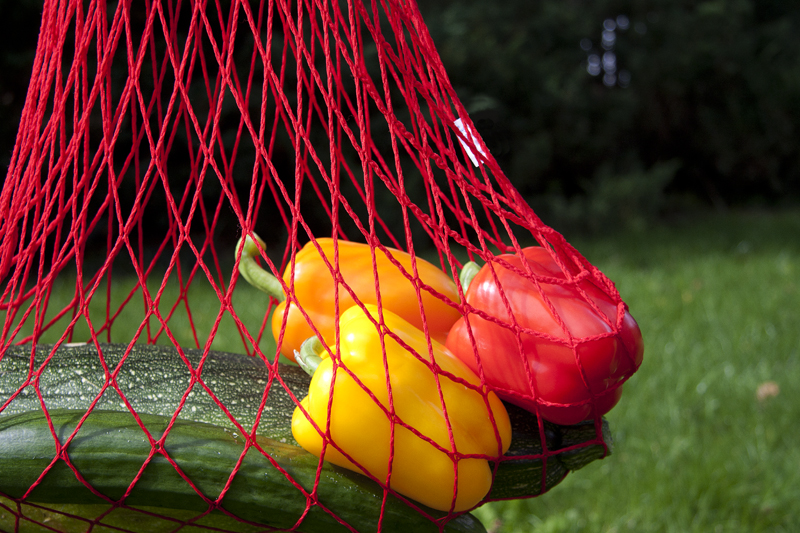
Bossa de corda feta de fibres de plàstic
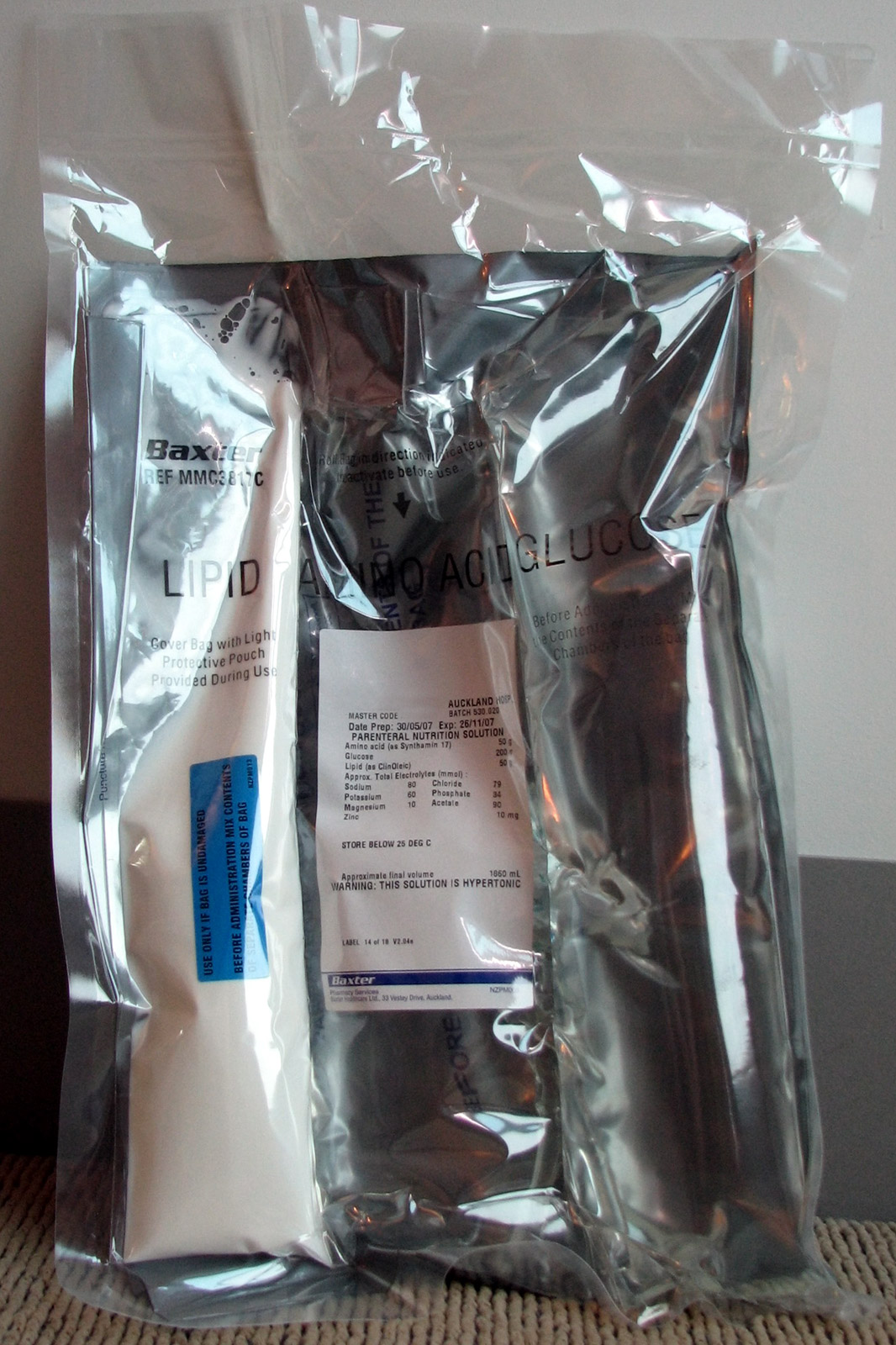
Múltiples cambres per a una eventual mescla
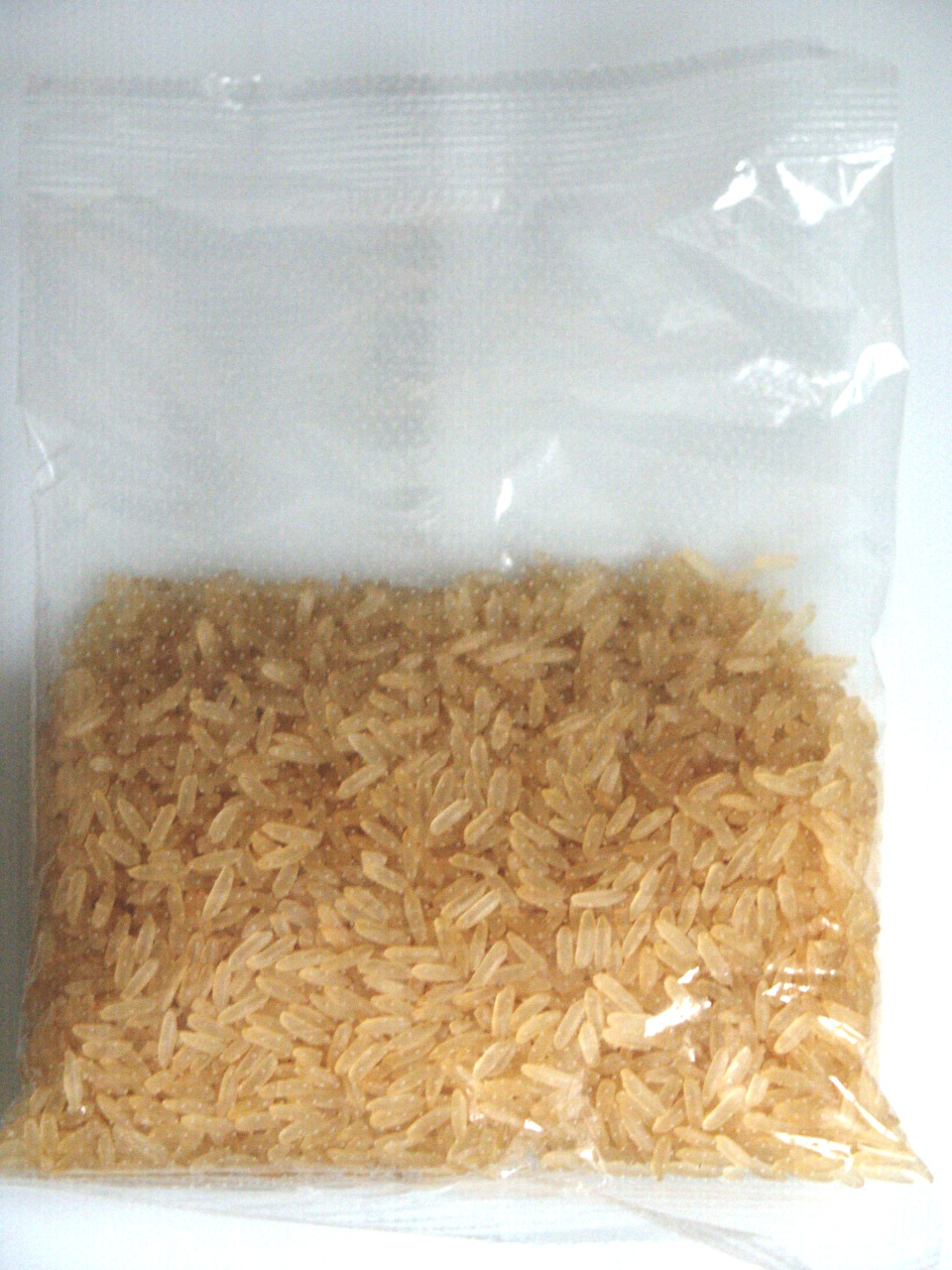
Bossa porosa per cuinar arròs
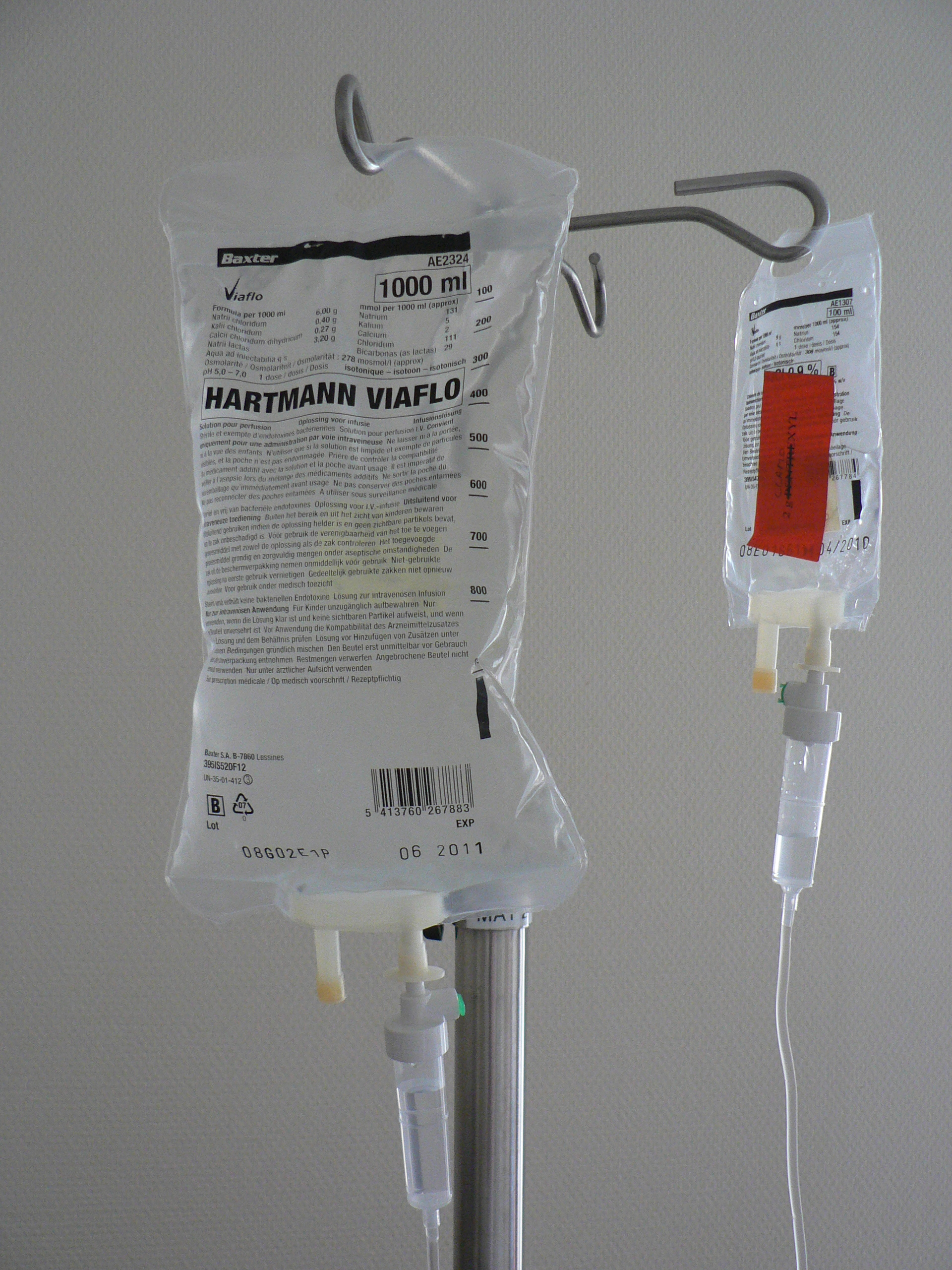
Teràpia intravenosa
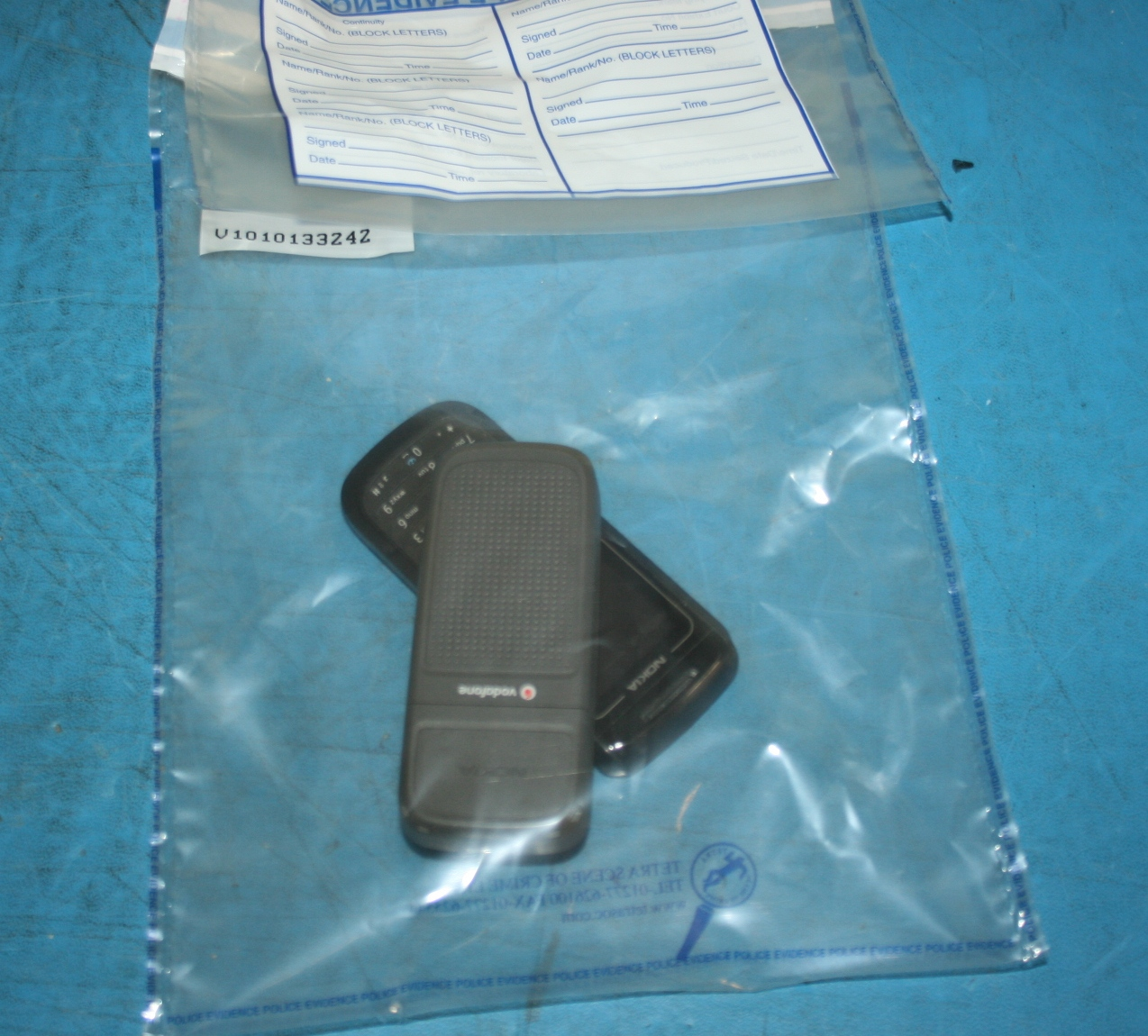
Bossa d'evidènciade manipulació
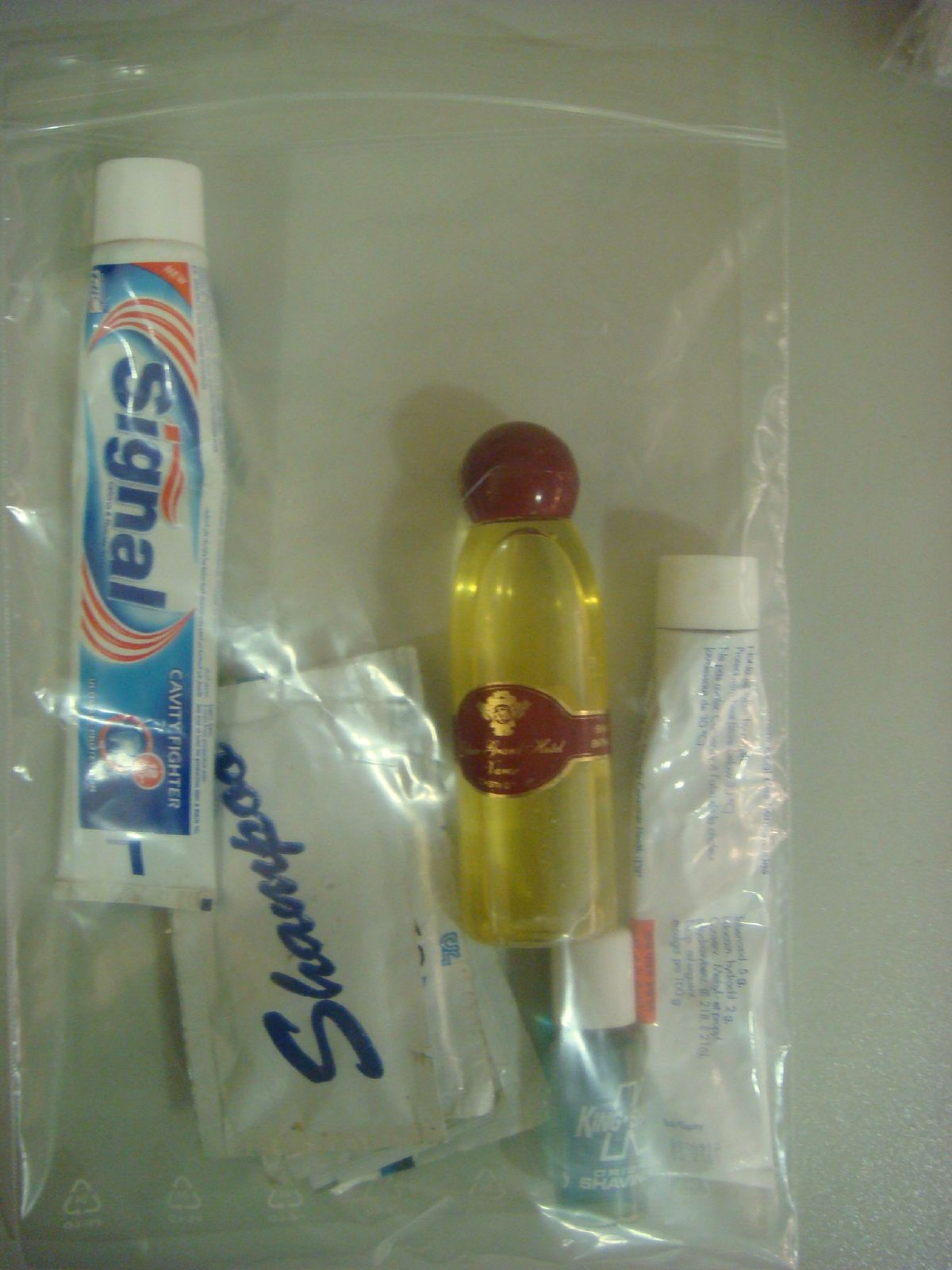
Articles de tocador viatge en una bossa de plàstic tancable
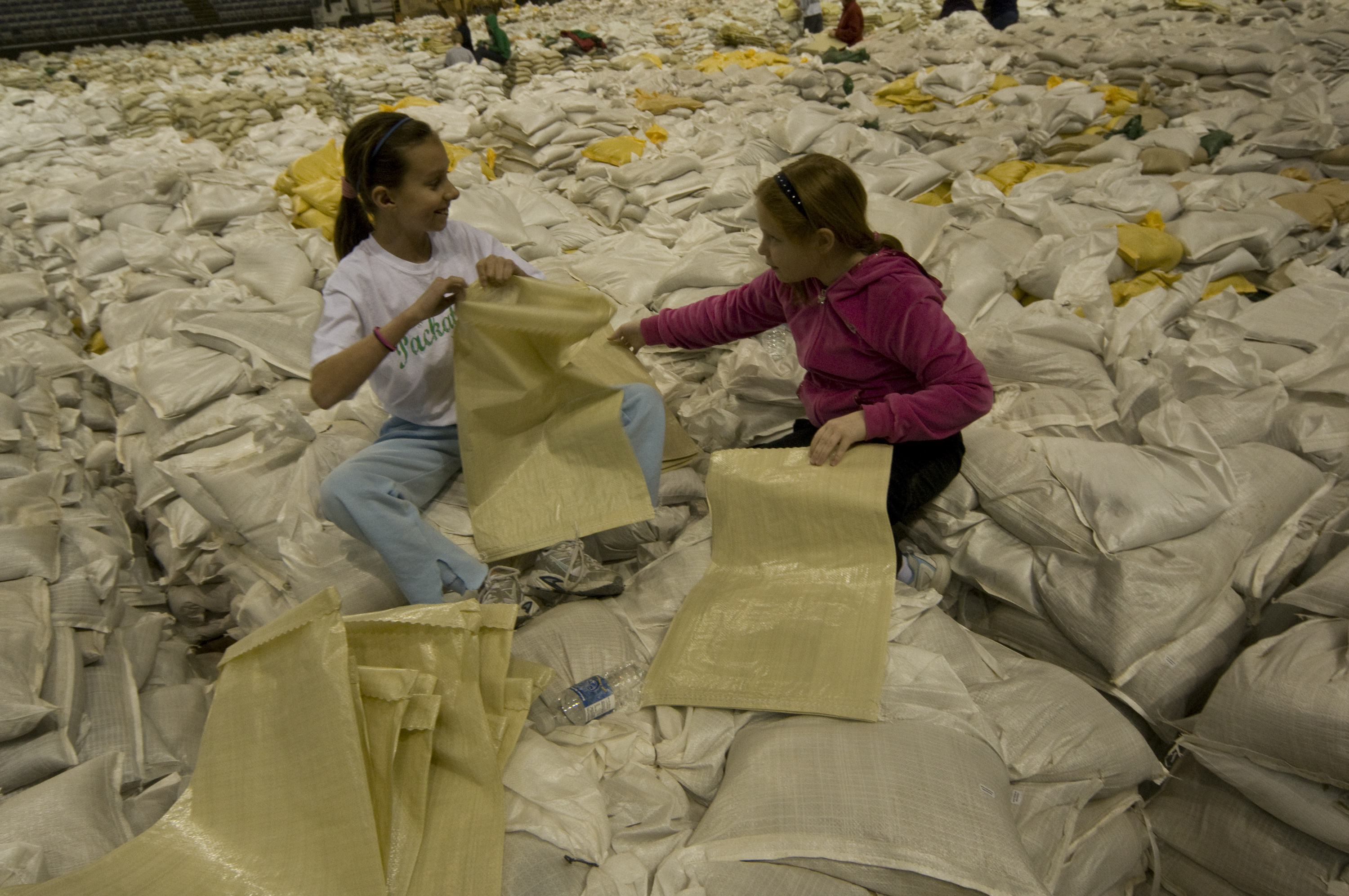
Bosses de fibra de plàstic teixides utilitzades per a la sorra
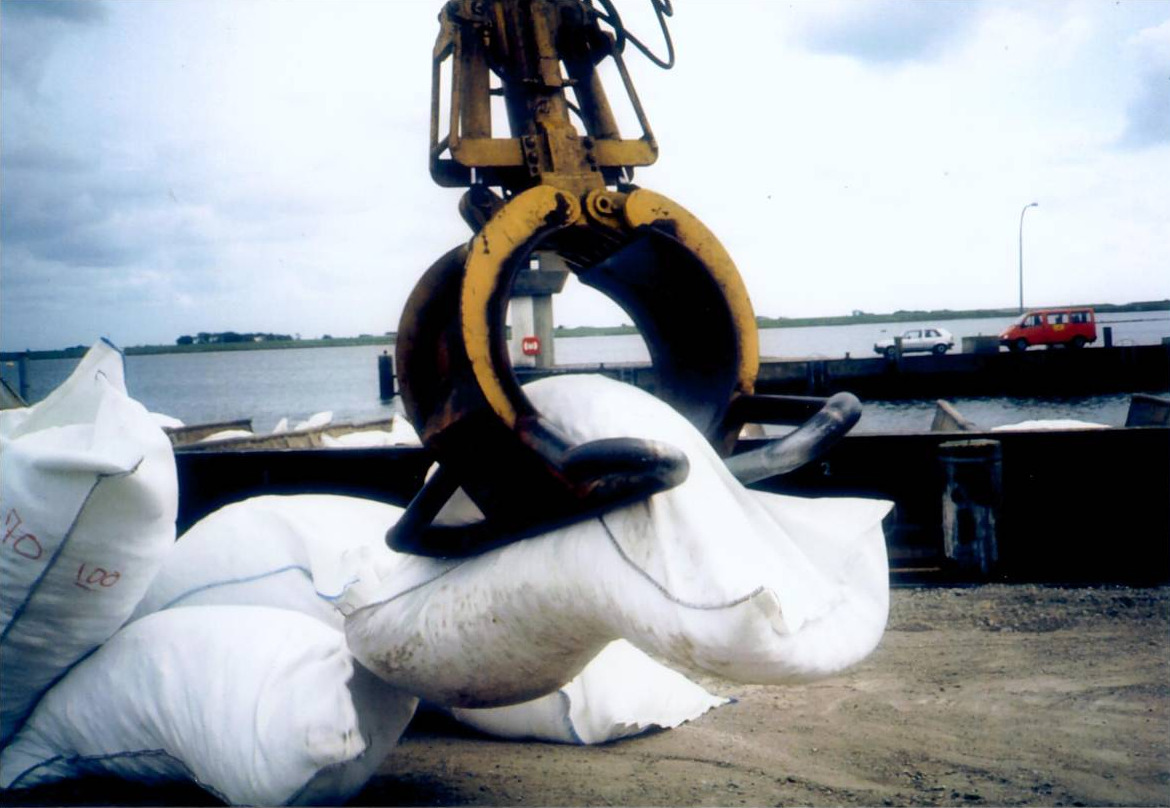
Bosses de plàstic no teixit, geotèxtils
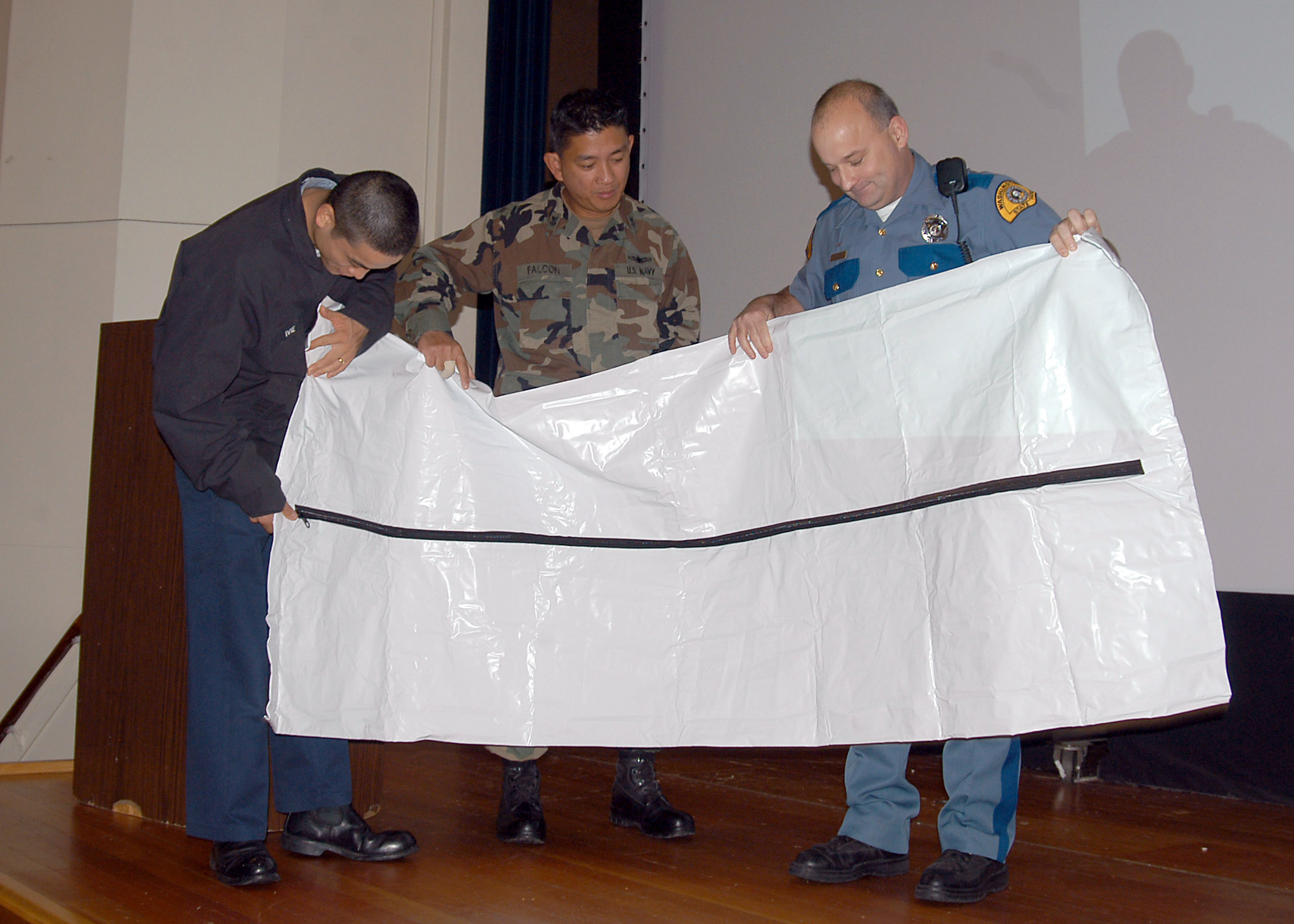
Una bossa de plàstic per al cos